# Phare de Bagacay
Le phare de Bagacay est un phare situé sur la Pointe de Bagacay, dans la ville de Liloan dans la province Cebu, aux Philippines. Le phare a été érigé lors de la colonisation espagnole et fait désormais partie du patrimoine culturel philippin.
Ce phare géré par le Maritime Safety Services Command (MSSC), service de la Garde côtière des Philippines (Philippine Coast Guard).

## Histoire
La première station de signalisation avait été établie dès 1857, sur la Pointe de Bagacay. Les vestiges de la tour construite en 1874 sont encore visibles. Le gouvernement espagnol n'a pas achevé les travaux. C'est une tourelle conique en pierre de 5 m. Ce phare fut remplacé en 1908 par le phare actuel.

## Description
Le phare actuel a été construit en vertu d'un ordre exécutif émis le 28 juillet 1903 par William Howard Taft, le premier gouverneur général américain des Philippines.
C'est une tour octogonale en maçonnerie de 22 m, avec double galerie et lanterne, qui surplombe le détroit de Mactan. Elle a été érigée sur une propriété gouvernementale de 5.000 mètres carrés. La tour est non peinte et la lanterne est blanche. Parola sa Liloan se dresse à 72 pieds (22 mètres) et donne de la lumière à environ 30 kilomètres jusqu'à l'océan.
Avec un plan focal de 44 m, le premier feu clignotant, avec une lentille de Fresnel de 3e ordre, fut allumé pour la première fois le 1er avril 1905. Il émet un éclat blanc toutes les 5 secondes. Il est alimenté à l'électricité et sa portée n'est pas connue. Il a été déclaré monument historique national le 13 août 2004.
Identifiant : ARLHS : PHI-066 ; PCG-.... - Amirauté : F2402 - NGA : 14824.
|          |
| Le phare |

|                               |
| Localisation de Liloan (Cebu) |

### Lien connexe
- Liste des phares aux Philippines